# Astragalus bisulcatus
Astragalus bisulcatus är en ärtväxtart som först beskrevs av William Jackson Hooker, och fick sitt nu gällande namn av Asa Gray. Astragalus bisulcatus ingår i släktet vedlar, och familjen ärtväxter.

## Underarter
Arten delas in i följande underarter:
- A. b. bisulcatus
- A. b. haydenianus
- A. b. major
- A. b. nevadensis

## Bildgalleri

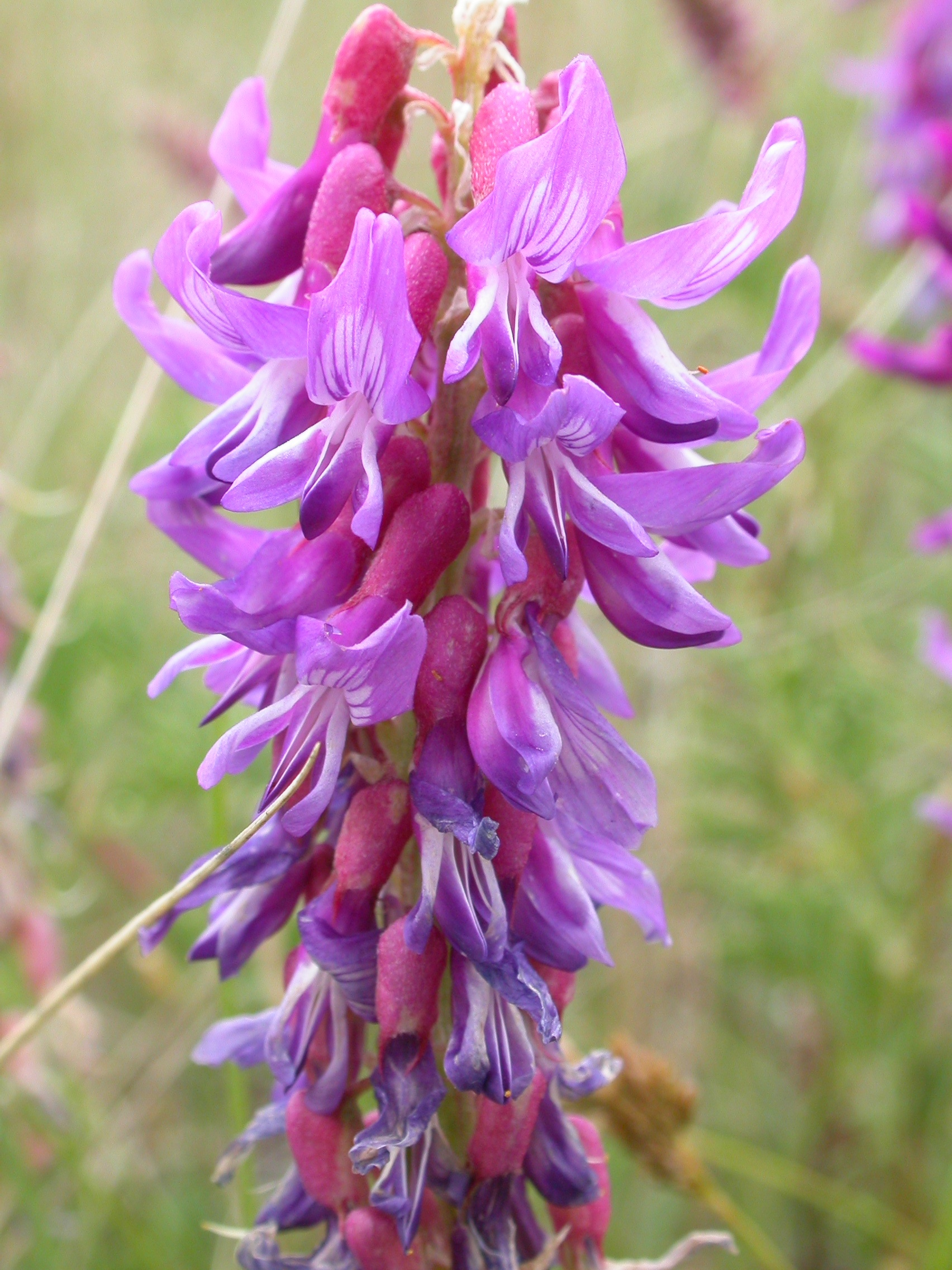
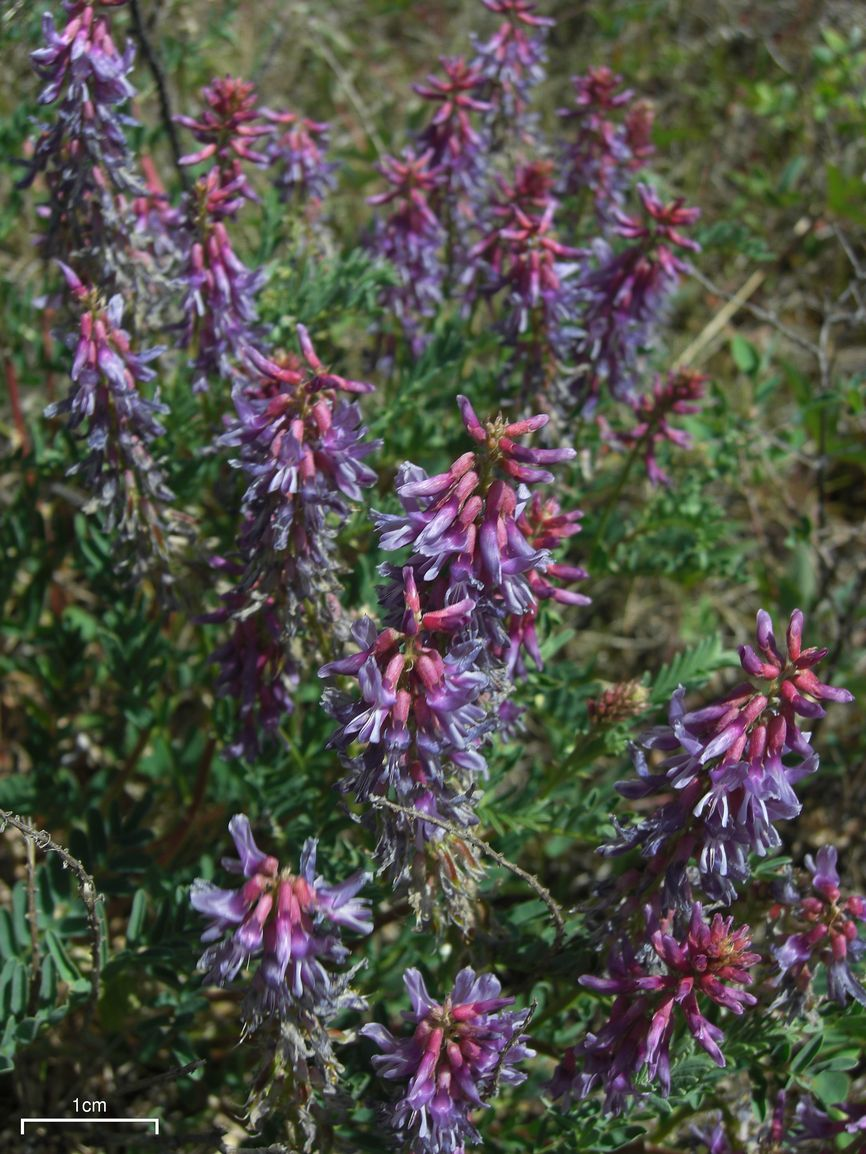
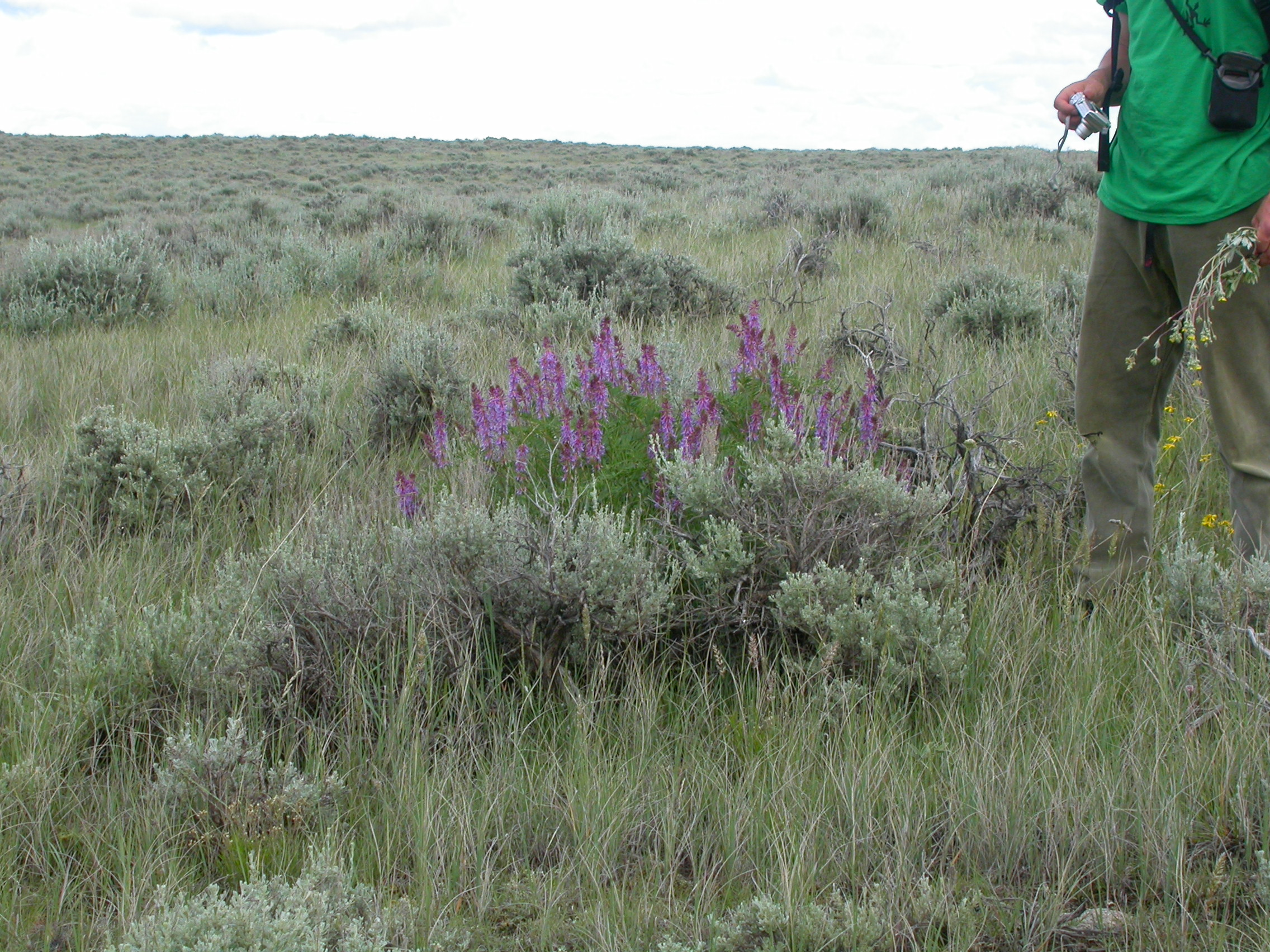
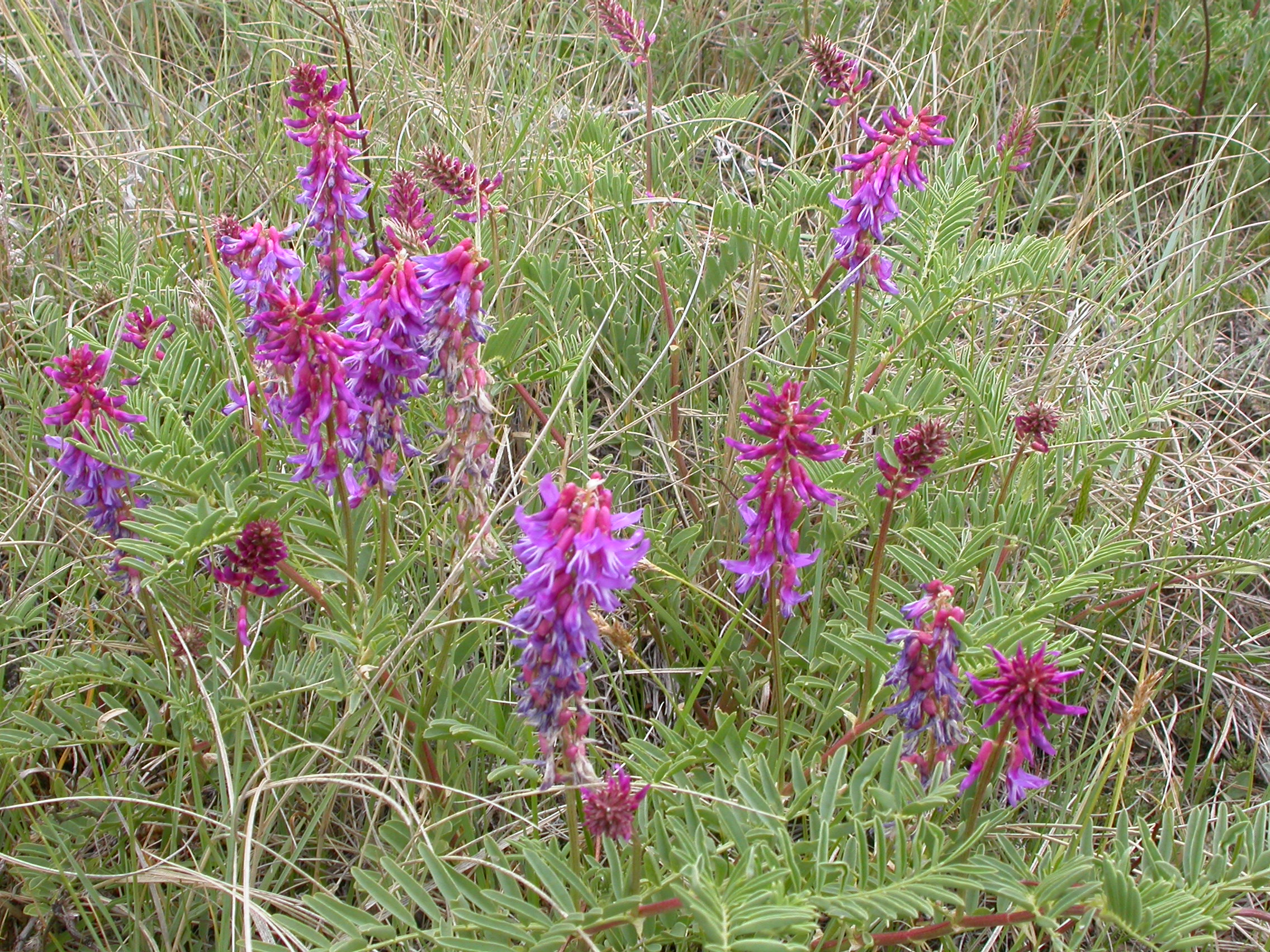